# 二葉亭四迷
二葉亭四迷（日语：／ Futabatei Shimei，1864年4月4日—1909年5月10日），日本小說家、翻譯家。本名長谷川辰之助（／ Hasegawa Tatsunosuke）。二叶亭四迷是日本近代文学开创者之一，批判现实主义文学的奠基者，其笔名二葉亭四迷的来历不明。一个通俗的说法是，其父亲曾对他说，意指“你給我死掉算了”。

## 生平

### 早年

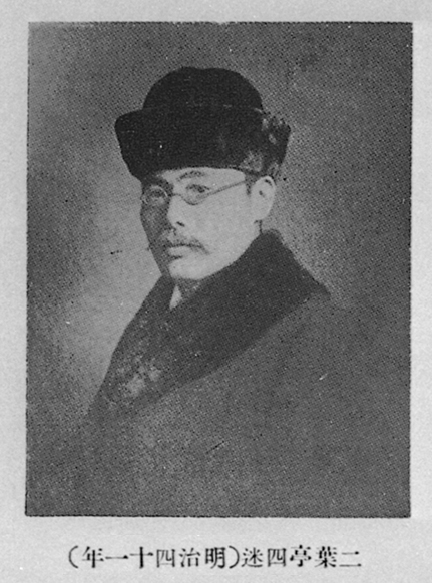
明治41年時的二葉亭四迷。

出生於日本江戶（今東京都），父親原是地方的下級武士，明治維新後成為小官吏。1868年11月随母亲、祖母移住名古屋。二葉亭四迷從小接受漢學教育，后先后就读于名古屋藩学校和私立学校森川塾，曾多次陸軍士官學校，均未被录取。1881年考入東京外国語学校俄文科，在校期间阅读了大量俄国文学作品，接触了别林斯基和杜勃罗留波夫的文艺理论作品。

### 《浮云》
1886年二叶亭四迷自東京商業学校退學。拜访坪内逍遥。后发表第一篇文学评论《小说总论》，次年，一部实践此一理论的长篇小说《浮云》开始连载。小说主人公内海文三为人正直，因不肯阿谀逢迎上司被撤职。他的婶母、恋人都对他冷眼相待，内海文三因此对一切惘然而苦闷。

### 创作中断
二叶亭四迷完成《浮云》第三编之后，对现实失望，产生了单靠文学活动无法改变保守现实的想法。在之后的二十年里，他停止了小说创作。1893年1月，二叶亭四迷與福井結婚。1894年12月，長女出生。1896年2月離婚，出版《かた恋》。他先后担任内阁官报局职员、海軍編修書記和東京外国語学校教授。他利用工作余暇，翻译了不少俄国现实主义作品。他反对当时流行的用文言意译的风格，倡导用口语文体直译原作。
1902年5月二叶亭四迷辞去東京外国語学校教授一职。前往大清哈尔滨徳永商会工作。9月离开哈尔滨，由以前的校友川島浪速介绍任北京京師警務学堂事務長。1903年7月辞职回国。1904年3月，二叶亭四迷成为大坂朝日新聞驻東京办事员。8月再婚。

### 《面影》与《平凡》
1906年二叶亭四迷重新开始创作，发表长篇小说《面影》。主人公小野哲也出身贫寒之家，做了入赘女婿，但教员的微薄收入无法满足爱慕虚荣的岳母和妻子的生活，他无力改变现实，只能到中国教书来逃避现实。逐渐自暴自弃，消失在茫茫人海中。《面影》还塑造了勇于追求自由和幸福的小夜子的形象。1907年小说《平凡》开始连载，勾勒了卑鄙、虚伪和贪得无厌的官吏的嘴脸。

### 生病、去世与安葬
1908年6月二叶亭四迷被派往圣彼得堡工作。1909年3月，二叶亭四迷因肺結核入院治療。4月因病情加剧，经倫敦坐船返日治療。5月10日，由科伦坡駛向新加坡的途中客死。享年45歳。1910年朝日新聞社出版了他的全集。石川啄木负责校对。
二葉亭四迷被安葬在日本的染井靈園，地址是日本東京都豐島區駒込，位于日本東京都豐島區。

## 作品

### 評論
- 小説総論

### 小説
- 浮雲

第一部日本批判寫實主義文學作品。
- 其面影
- 平凡

### 翻訳
- かた恋
- つゝを枕
- カルコ集
- 血笑記
- うき草（浮草）
- 乞食

### 世界语教材
- 世界語

日本第一部世界语教材。
- 世界語讀本